# Pintura Ming

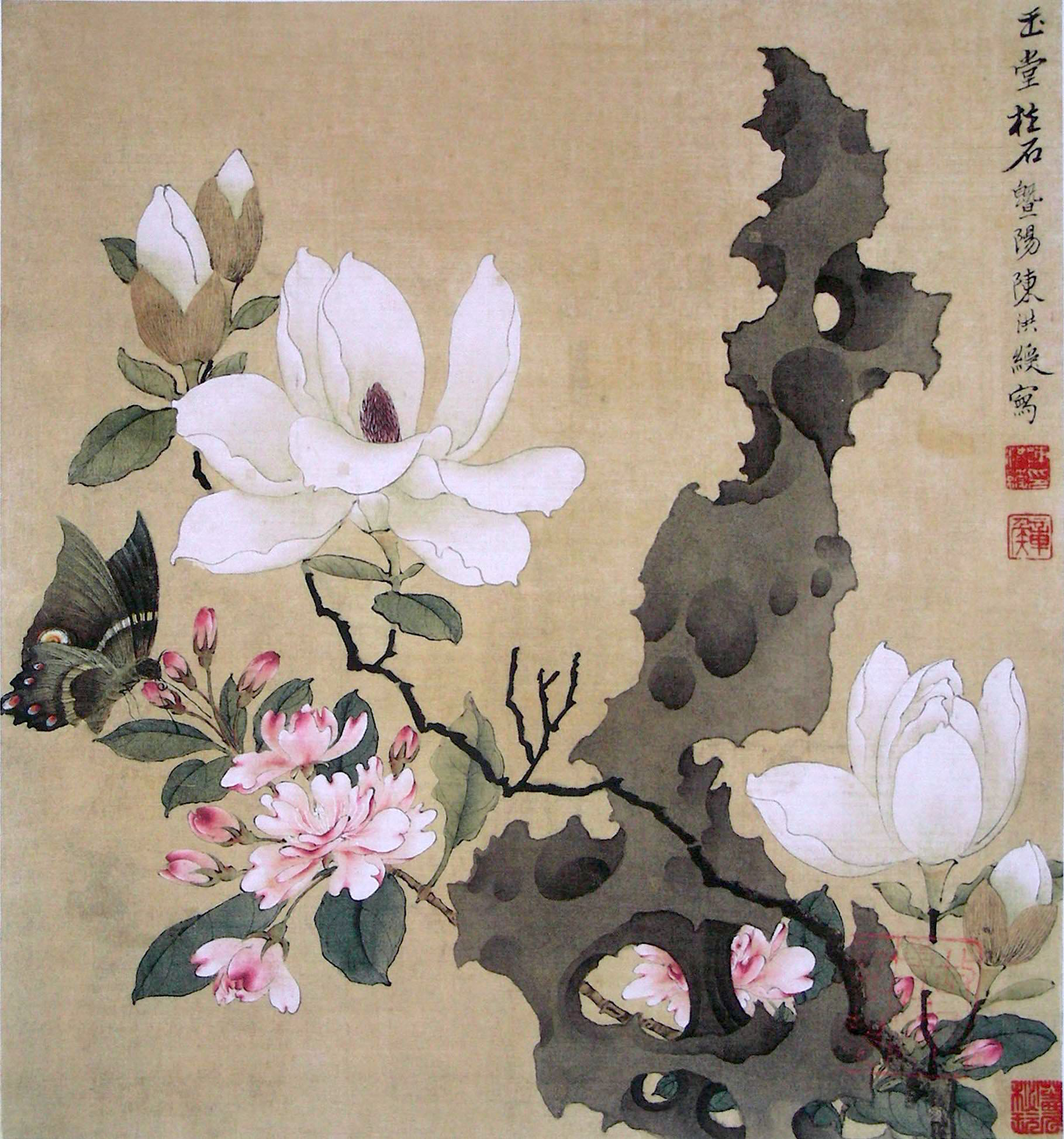
Pintura d'un full d'àlbum de flors, per Chen Hongshou (1598–1652).

La Pintura Ming és la pintura que es va desenvolupar durant la dinastia Ming (1368-1644), la pintura xinesa va avançar encara més sobre la base dels assoliments en l'art realitzats durant l'anterior dinastia Song i la dinastia Yuan. Les tècniques de pintura que es van inventar i van desenvolupar abans del període Ming es van convertir en clàssica durant aquest període. Més colors van ser usats durant aquesta dinastia. El color marró va ser molt més utilitzat, i també sobre utilitzat durant aquest període. Moltes de les possibilitats de pintura i tècniques van ser innovades i desenvolupades, la cal·ligrafia va ser més estreta i perfectament combinada amb l'art de la pintura. La pintura xinesa va assolir un altre nou punt culminant a mitjan i finals del mandat Ming. La pintura desenvolupada en gran escala, va fer que sorgissin moltes noves escoles, i mestres excel·lents.

## Desenvolupament

### Període Ming
Aproximadament de 1368-1505, de l'era de Hongwu (洪武) a l'era de Hongzhi (弘治).
Les escoles de pintura de la dinastia Yuan encara es van mantenir en el primer període Ming, però ràpidament van desaparèixer o van canviar els seus estils. Els moviments de pintura que van ser desenvolupats i madurats durant el període Yuan, encara van influir en la pintura primerenca de Ming. Però noves escoles van néixer i van créixer. L'escola de Zhe i l'escola Yuanti que va ser recolzada per la cort reial, van ser les escoles dominants durant el període Ming. L'estil acadèmic de la pintura Renwen, (en xinès:人文畫) es va fer més popular. Les dues noves escoles van estar molt influïdes per les tradicions de l'acadèmia de pintura Song del Sud i dels artistes acadèmics de la dinastia Yuan.

### Període mitjà Ming

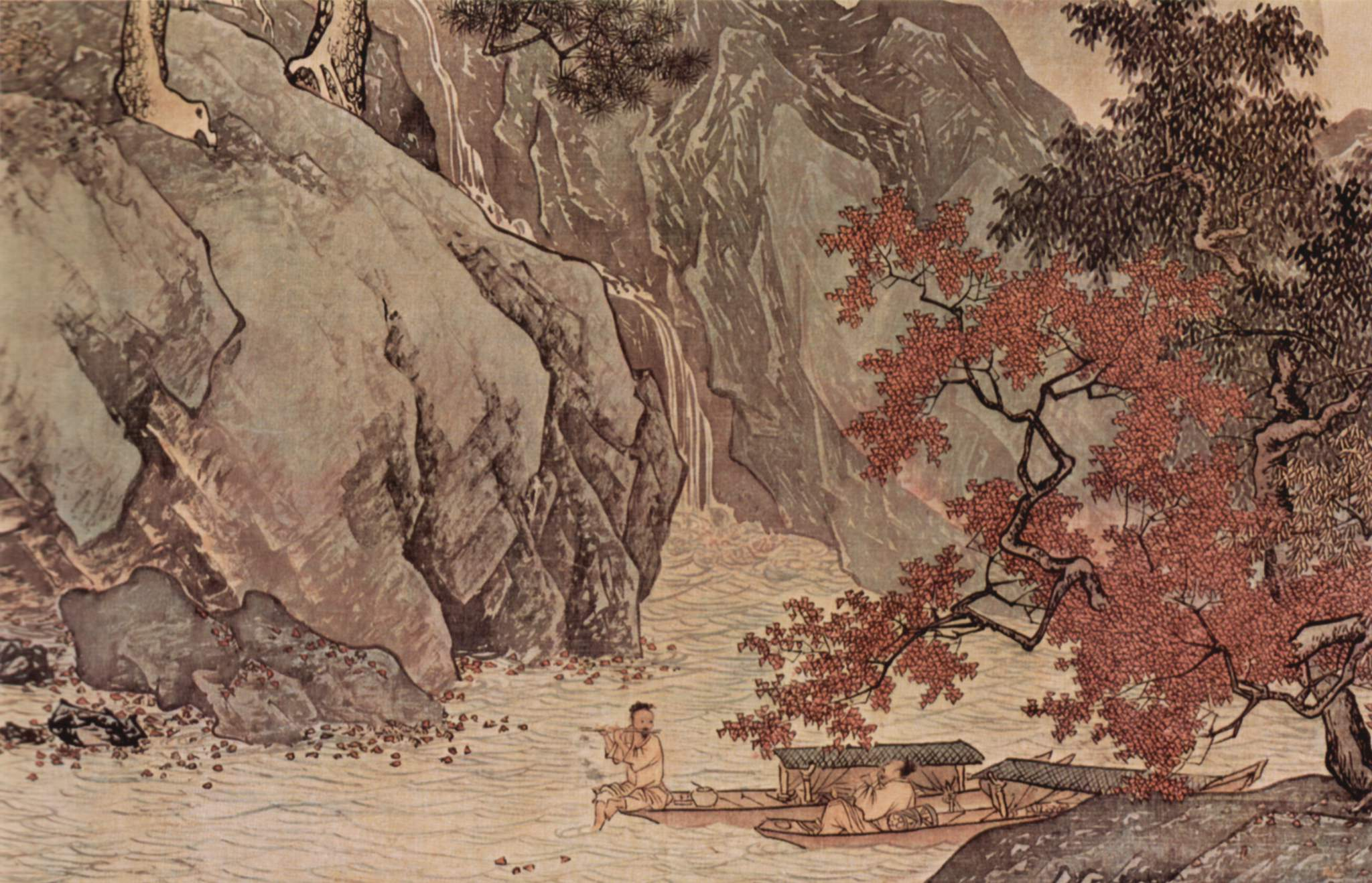
Un pescador a la tardor, per Tang Yin, 1523

Aproximadament de 1465-1566, de l'Era Chenghua (成化|成化) i l'Era Jiajing (嘉靖|嘉靖).
La clàssica escola Zhe i l'escola Yuanti van anar desapareixent. L'escola Wu es va convertir en la més dominant en tot el país. Suzhou, el centre d'activitats per als pintors de l'escola Wu, va ser el més gran centre de la pintura xinesa durant aquest període.
Els pintors Wu van heretar principalment la tradició de l'estil acadèmic dels artistes Yuan (pintura Renwen,人文畫) i van desenvolupar encara més aquest estil. Aquesta escola estava formada per un gran grup de persones, entre elles la incloent de la relació professor-alumne -per exemple, Shen Zhou va ser el mestre de Tang Yin, Wen Zhengming i així successivament- i la relació de la família -per exemple, familia Wen, incloent els pintors Wen Zhengming, Wen Jia (文嘉), Wen Boren (文伯仁) i així successivament-.

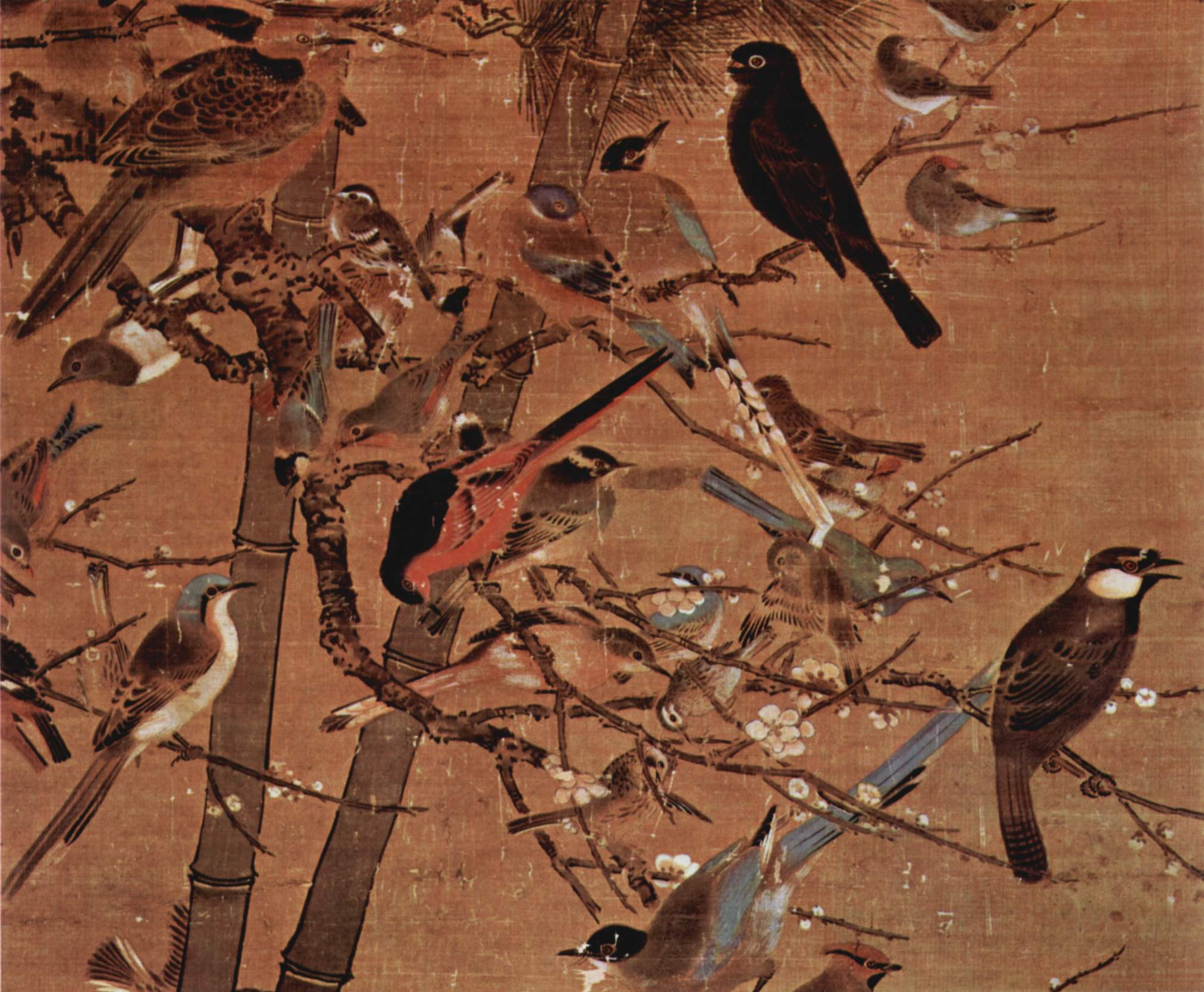
Una pintura d'ocells per Bian Wenzhi, 1413.

Xu Wei (徐渭) de Shaoxing, província de Zhejiang va desenvolupar sobre manera l'«estil agradable» de la pintura xinesa (Xieyi, 寫意畫) considerablement, especialment en el «gran estil agradable» (Daxieyi, 寫意畫). Com un erudit destacat, els seus assoliments es troben en el camp de la pintura d'artista acadèmic, sobretot en la pintura d'ocells i de flors.
Chen Chun (陳淳) va seguir l'ensenyament de l'escola Wu durant els seus primers anys i després va desenvolupar el seu propi estil «agradable» en la pintura Shan shui (pintura de paisatge, 山水畫).

### Finals de Ming
Aproximadament de 1567-1644, de l'Era Jiajing (嘉靖) a l'Era Chongzhen (崇禎).
L'escola Songjiang i l'escola Huating van néixer i es van desenvolupar, formant els rudiments de la tardana escola Haipai o de Shanghai.

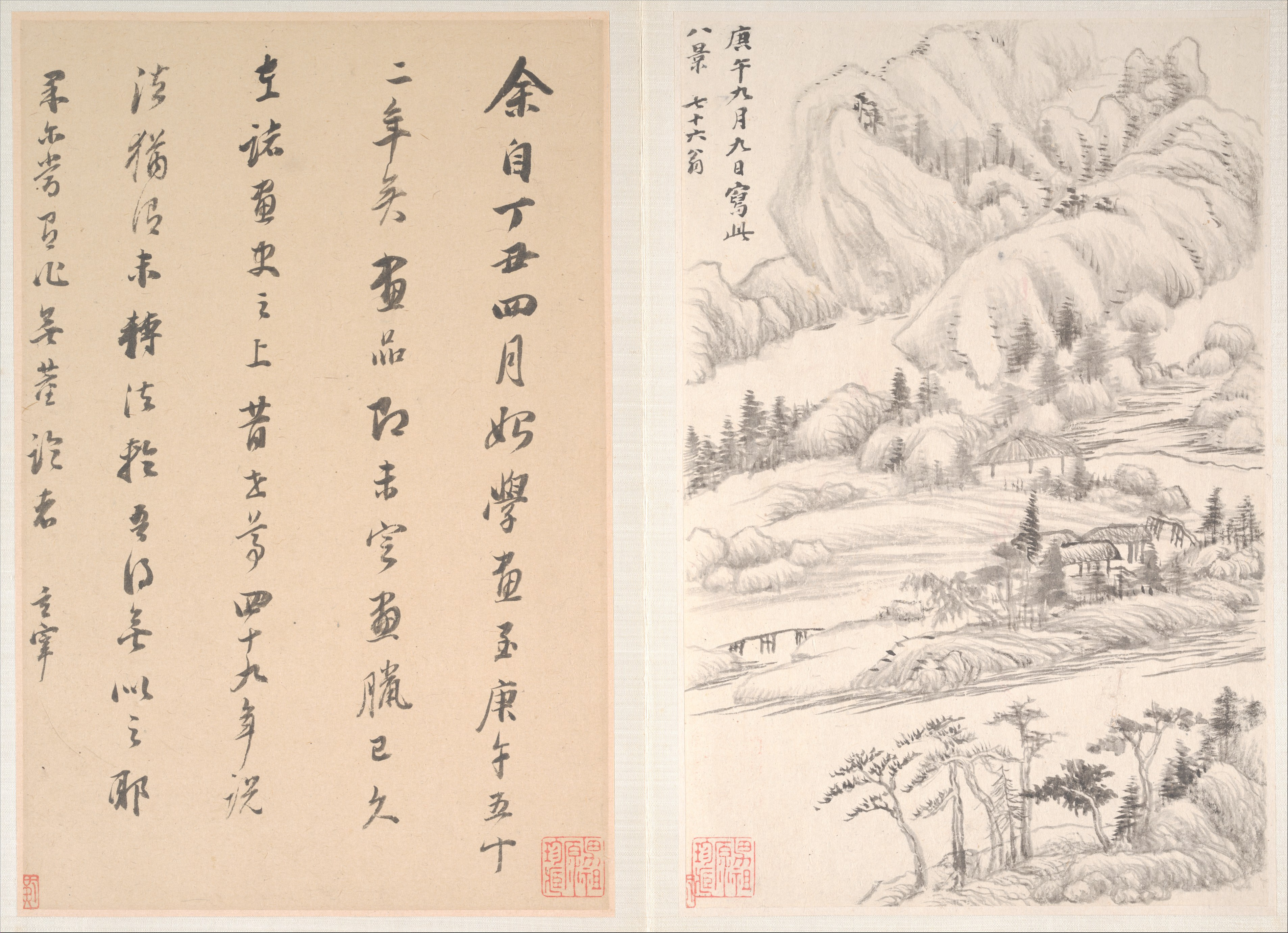
Escola Huating 1555-1636, Museu Metropolità d'Art. Nova York.
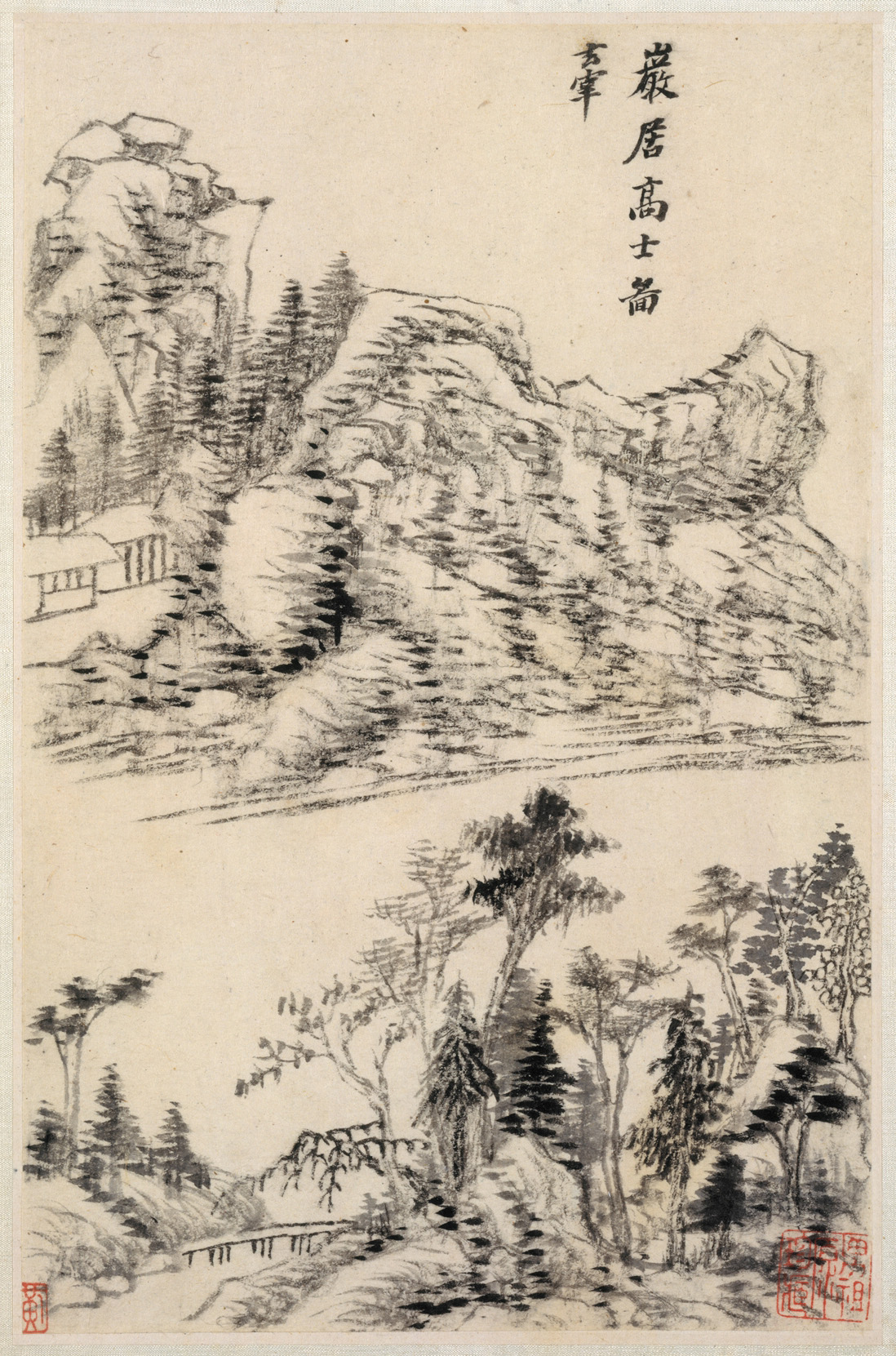
Escola Huating 1555-1636, Museu Metropolità d'Art.
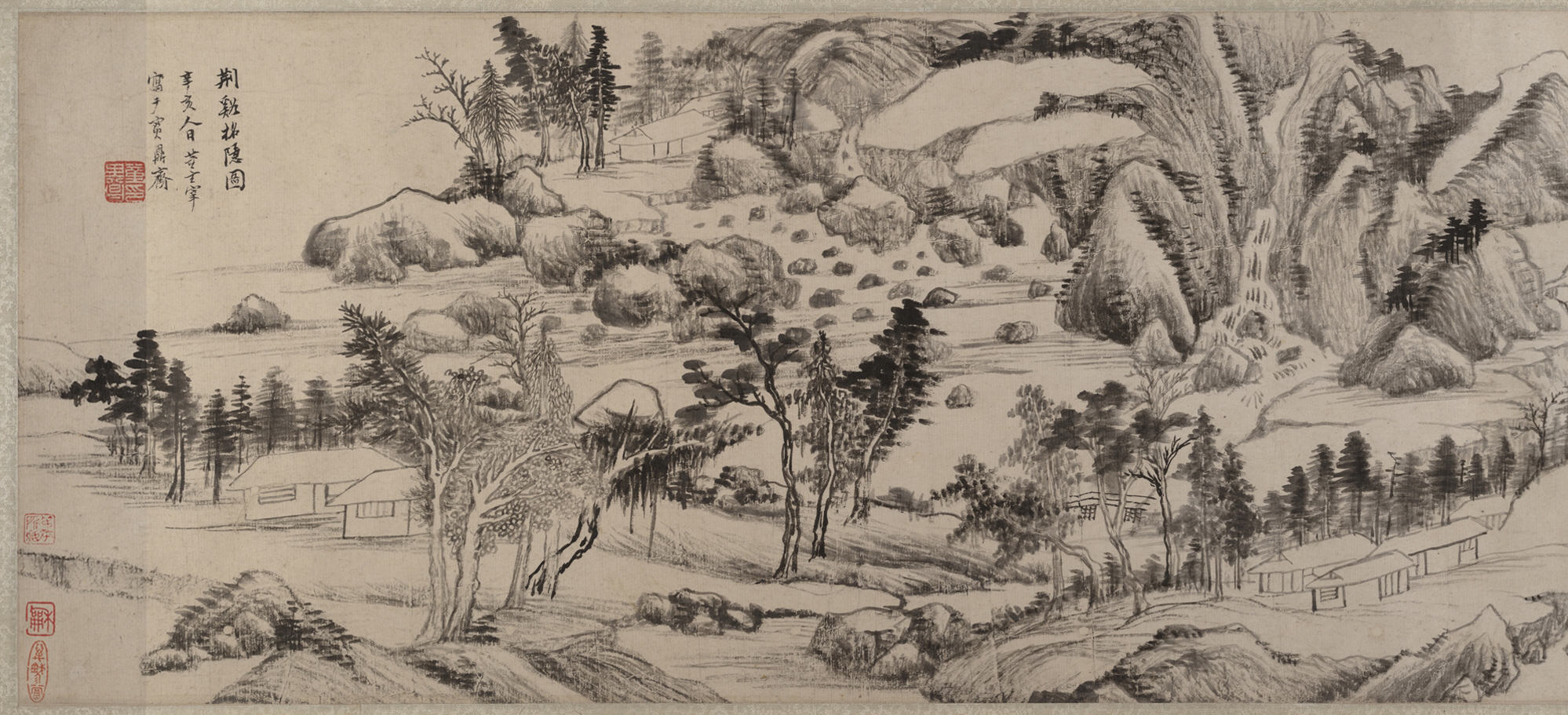
Escola Huating 1555-1636, Museu Metropolità d'Art.
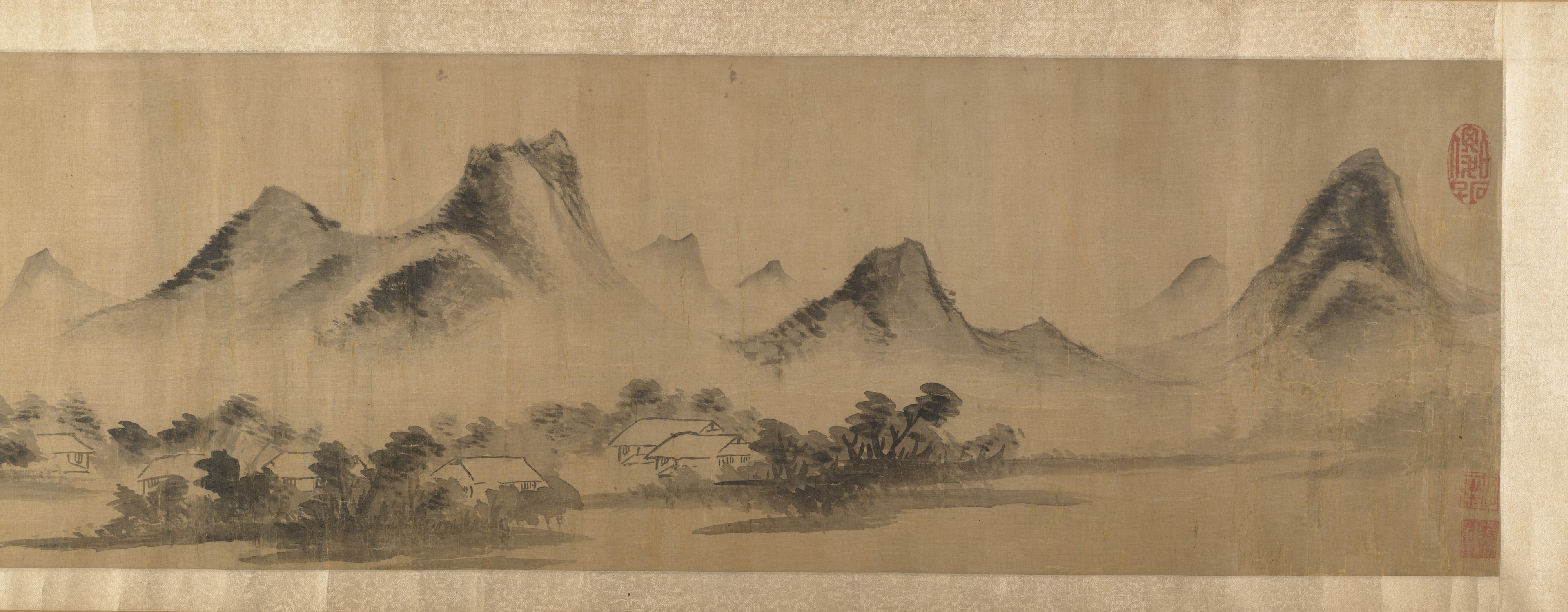
Escola Huating 1555-1636, Museu Metropolità d'Art.
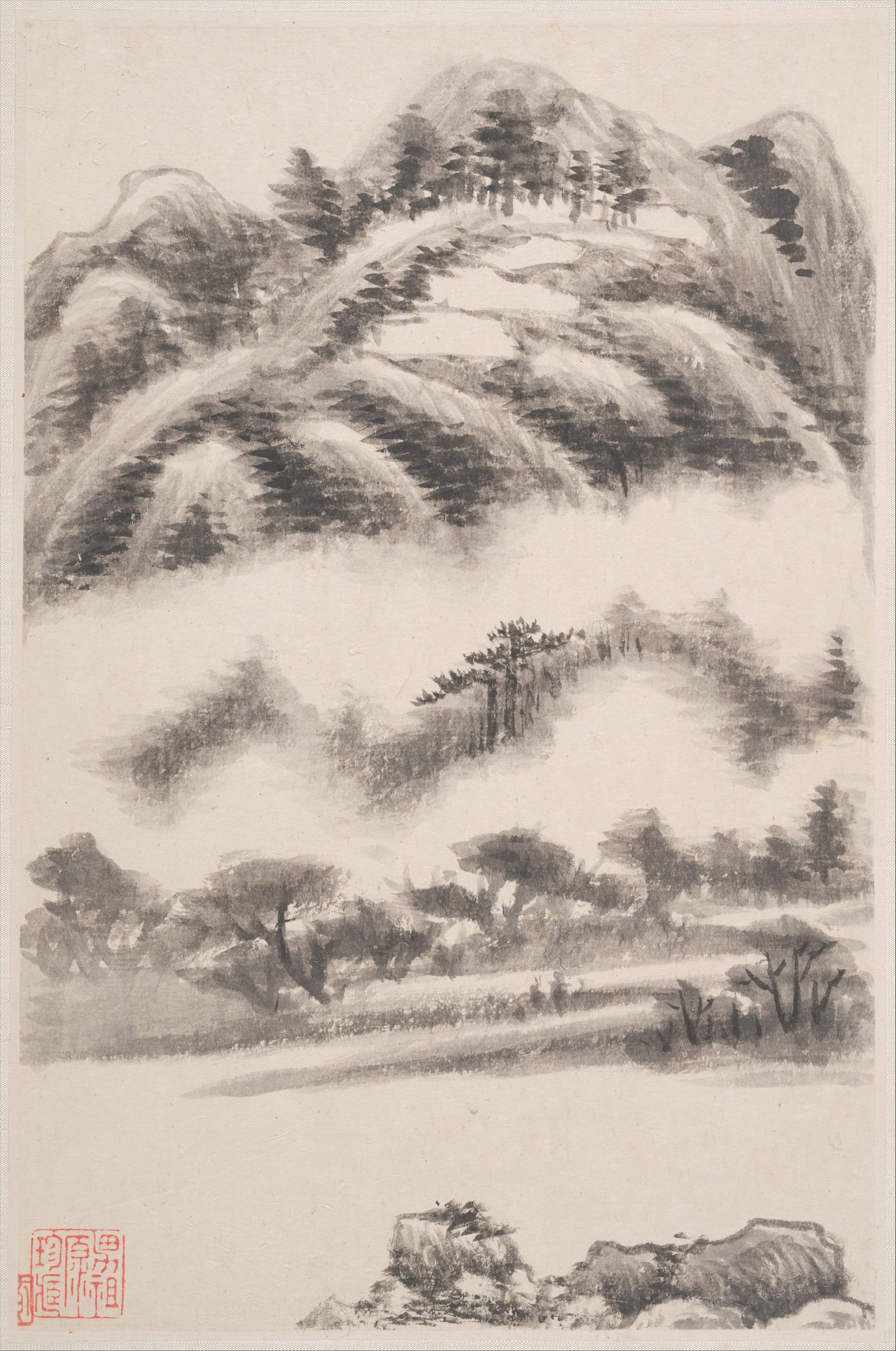
Escola Huating 1555-1636 Museu Metropolità d'Art.
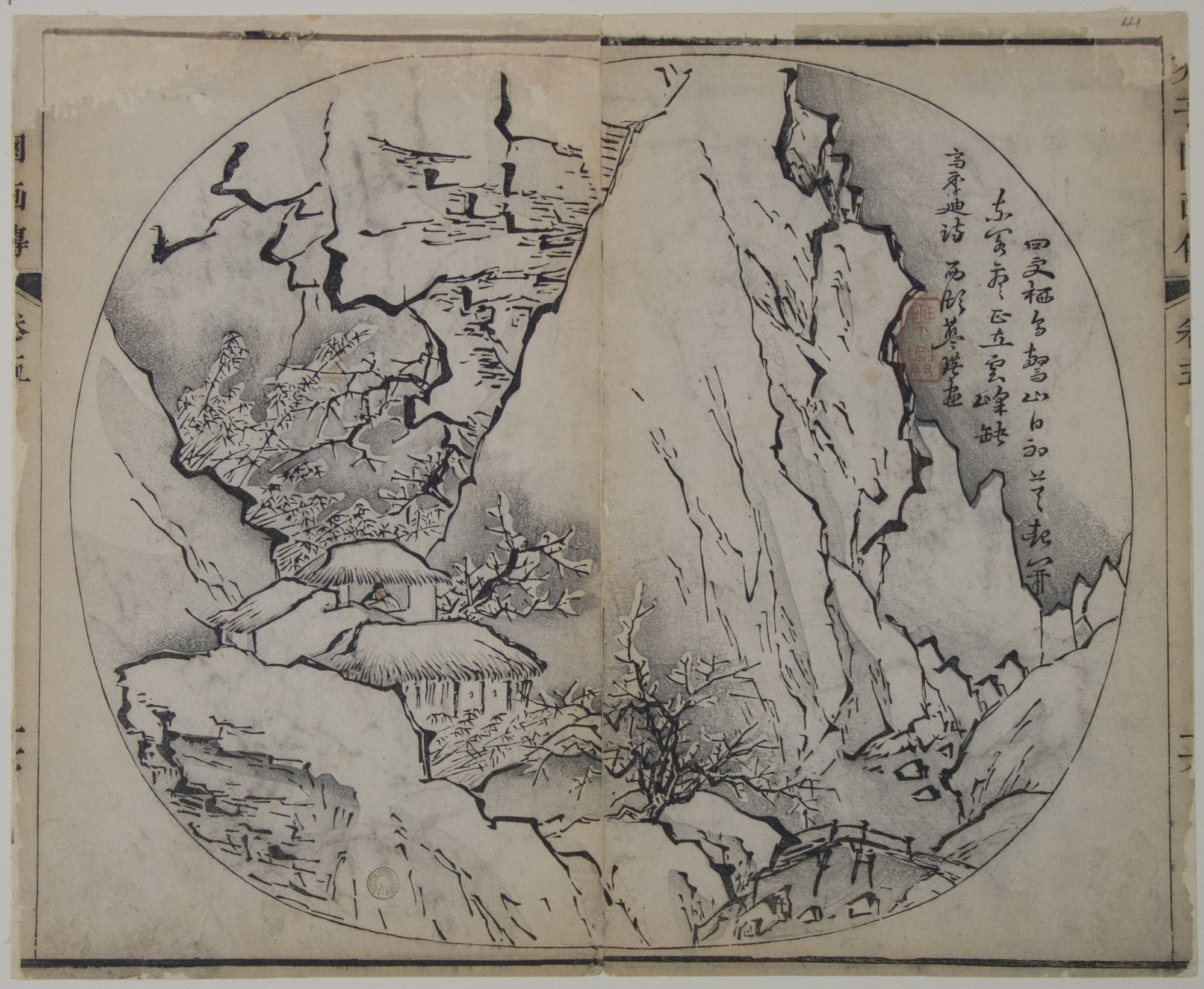
Escola Huating, circa 1585-1664, Museu Metropolità d'Art.

## Influència

### Japó

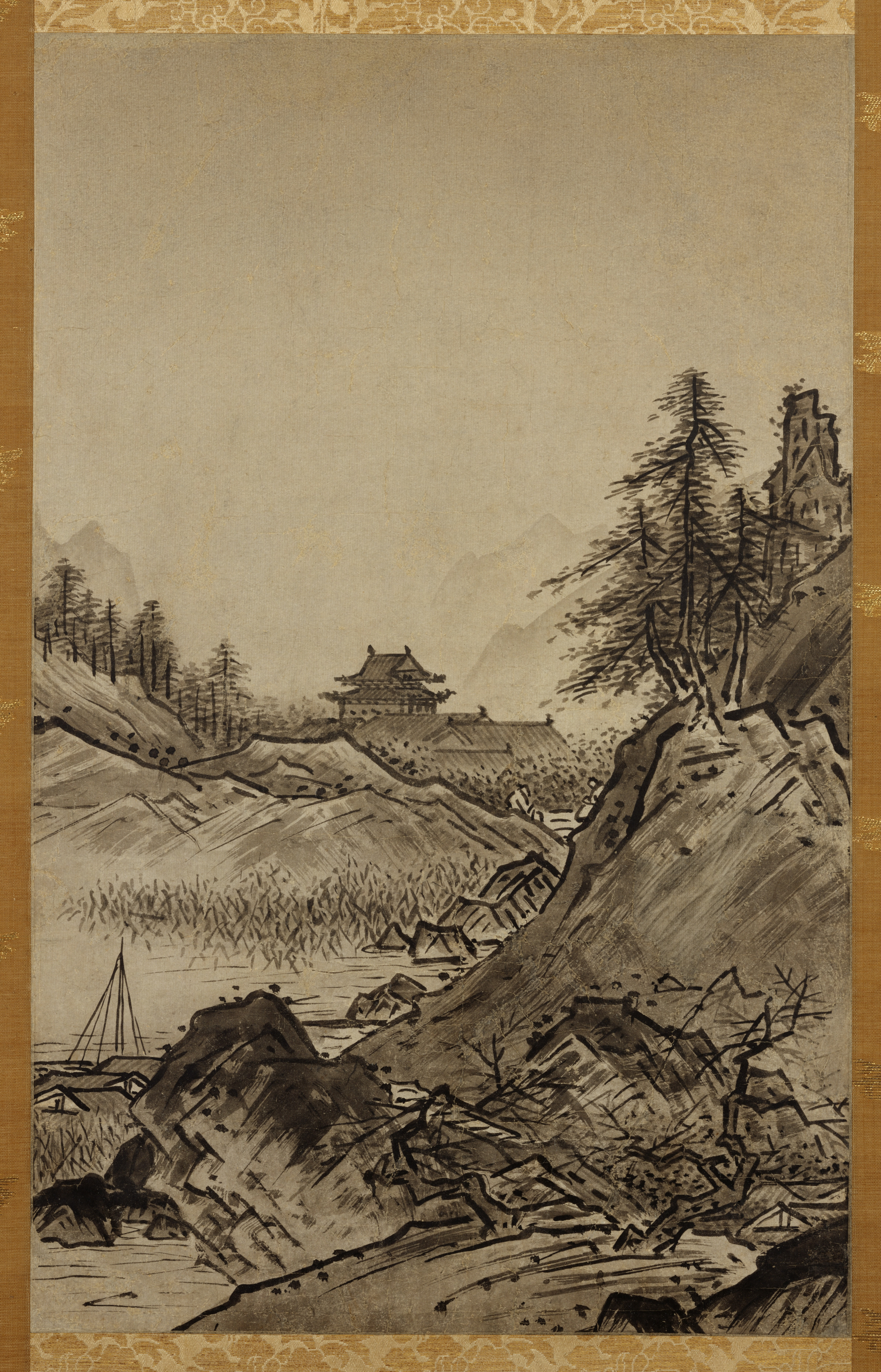
Paisatge, per Sesshu Toyo

El pintor i monjo Zen japonès Sesshū Tōyō (japonès:雪舟等楊), va estudiar la pintura realitzada durant les dinasties Song i Yuan (xinès / japonès:宋元山水 畫派) al Japó. Va voler aprofundir en la pintura xinesa i l'esperit real de l'art xinès, pel que va viatjar a la Xina de la dinastia Ming, on va residir durant deu anys estudiant la pintura realitzada amb tinta i aiguades de les escoles Zhejiang i Yuanti. Va residir en el temple Tiantong (xinès:天童寺) a Mingzhou (明州, ahora Ningbo), i també va passar algun temps a Pequín en el palau reial (Ciutat Prohibida).
Després de regressar al Japó, Sesshū Tōyō va establir la seva escola i va desenvolupar el seu propi estil de pintura (漢畫派), un estil mesclat amb els elements tradicionals japonesos nadius, convertint-se en el més famós mestre de la pintura de la seva època al Japó, i afectant sobre manera la història de la pintura japonesa fins a l'actualitat.

### Pintura Qing
La pintura Ming va servir de base per als principis de la pintura de la dinastia Qing, les tècniques, l'estil, els temes i la base teòrica. El concepte de nord i sud d'escoles, desenvolupat per Dong Qichang a la fi del període Ming, va influir en els pintors formals més acadèmics, com Wang Yuanqi, així com va proporcionar inspiració per atrevir-se a l'originalitat dels pintors «individualistes», com van ser Kun Can i Shitao.